# Сан-Джованні
Сан-Джованні (італ. Società Sportiva San Giovanni) — сан-маринський футбольний клуб з Сан Джованні сотто ле Пенне. Клуб заснований у 1948. У сезоні 2015–2016 виступає у групі A.